# Motylkowy taniec Annabelle
Motylkowy taniec Annabelle – amerykański film niemy z 1894 roku w reżyserii Williama K.L. Dicksona